# کارت پستال

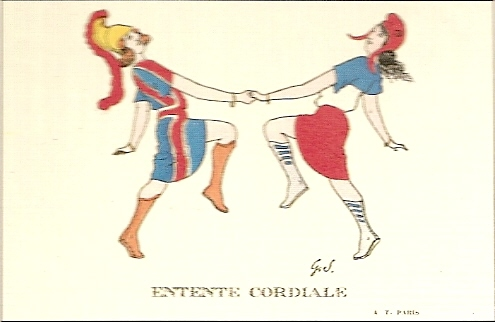
کارت پستال توافق قلبی میان امپراتوری بریتانیا و فرانسه

کارت پُستال (به فرانسوی: Carte postale) یک قطعه مستطیل شکل از جنس کاغذ ضخیم یا مقوای نازک است که در یک سوی آن تصویر و در سوی دیگری از آن متنی مرتبط با آن است که بدون پاکت نامه توسط فرایند پست میان افراد جابه‌جا می‌شود. گاهی این گونه کارت‌ها در درون پاکت نامه نیز قرار می‌گیرند، مانند: کارت پستال‌های چوبی یا مسی که در میشیگان به فروش می‌رسد.
در برخی نقاط به دلیل مسافت، هزینهٔ ارسال نامه نیز دریافت می شود که نیاز به پاکت نامه و تمبر دارد. در حالی که کارت پستال توسط شرکت‌های خصوصی یا به شکلی سازمانی چاپ می‌شود، کارت‌های پستی توسط افراد عادی طراحی و ساخته می‌شود. نخستین کارت پستی در فیلادلفیا و توسط جان پی. چارلتون در سال ۱۸۶۱ ابداع شد.

## تاریخچه

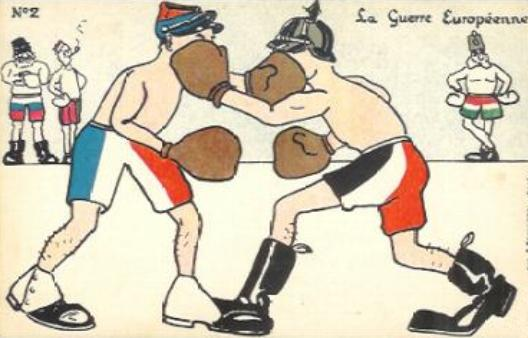
یک کارت پستال فرانسوی طنزآمیز با موضوع جنگ اروپا، ۱۹۱۵

برای کارت‌پستال مانند بسیاری از ابتکارات دیگر بشر که تاریخ مستند مبهمی دارند، نمی‌توان تاریخ شروع دقیقی تعیین کرد اما با این حال دائرةالمعارف لاروس آورده‌است که اولین کارت پستال در سال ۱۸۶۹ در اتریش عرضه شد. کارت‌پستال‌ها وسیله‌ای برای یک مکاتبه کوتاه و مختصر بودند و اگر در بالای آن تمبر وجود داشت برای دولت معتبر به حساب می‌آمد و ارسال می‌شد به همین دلیل نیازی نبود که در داخل پاکت نامه قرار داده شود و هزینه ارسال نیز کمتر درمی‌آمد. در سال ۱۸۷۱ تعداد یک میلیون و پانصد هزار کارت در هفته از طریق پست فرستاده می‌شد از سال ۱۸۷۷ اداره پست اجازه تولید کارت‌های پستی را به شرکت‌های خصوصی واگذار کرد و از آن به بعد کارتهای پستی توسط شرکت‌های خصوصی با انواع نقوش و تصاویر تزئینی تولید می‌شد. با اختراع و پیشرفت صنعت عکاسی، نقوش تزئینی جای خود را به عکسها دادند و بدین ترتیب موفقیت چشمگیری در مقابل کلکسیونرها و توریست‌ها برای خاطرات سفر و غیره ایجاد کرد. جمع‌آوری کارت‌پستال‌های عکس دار در بین مردم بسیار شایع و هیجان انگیز شده بود و اوج آن در سال ۱۹۰۴ و هنگامی بود که به‌طور متوسط شانزده میلیون کارت پستال در هفته از پستخانه عبور می‌کرد. کارت پستال اصلی از سال ۱۹۰۰ تا ۱۹۰۴ در انگلستان به اوج خود رسید. این زمانی بود که تئاترهای موزیکال مد شده بود و عکس‌های هنرمندان موضوع مورد توجه کارت پستال‌ها بود. موضوع کارت پستالها از مناظر، آثار هنری و طبیعی تشکیل می‌شد. کارت‌پستال‌هایی با عنوان ساده در جنگ جهانی اول و دوم برای مکاتبات جنگی استفاده می‌شد مثل کارت پِرچِتو که مدرکی برای اطلاعات نظامی و دستور نقل مکان بود یا کارت روزا(قرمز) که در زمان فاشیسم برای خبر کردن مأموران به کار می‌رفت.

## کارت‌پستال در ایران

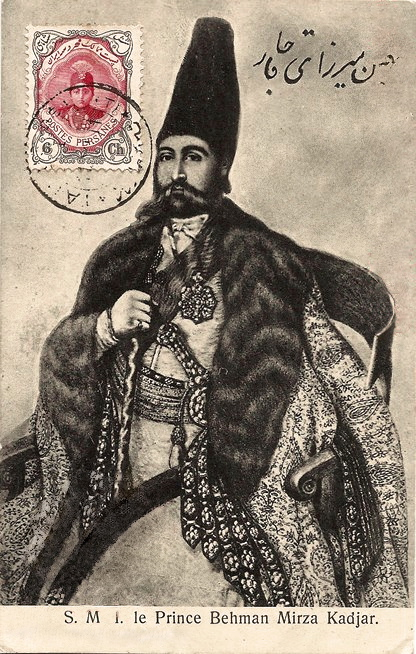
یک کارت پستی از تصویر بهمن میرزا در دوره احمدشاه قاجار

مدرک مستندی، مبنی بر اینکه که کارت‌پستال از چه زمان در ایران رایج شد وجود ندارد. مسلماً رواج کارت‌پستال‌های ایرانی مقارن با دوران رواج اینگونه مراسلات در خارج است به خصوص با وجود کارت‌پستالهایی از ایرانیان مقیم خارج که در نیمه دوم قرن سیزدهم به ایران ارسال می‌کرده‌اند. بعضی از کارت‌پستالها به صورت ورقه‌های پستی بکار می‌رفته و تمبر پستی از دوره ناصرالدین شاه و مظفرالدین شاه به بعد بروی آن‌ها زده شد.